# Фортечна дивізія «Крит»
Фортечна дивізія «Крит» (нім. Festungs-Division Kreta) — особлива піхотна дивізія Вермахту за часів Другої світової війни, на яку покладалися завдання оборони найбільш важливих районів та об'єктів на грецькому острові Крит. 18 липня 1942 була переформована на 164-ту легку африканську дивізію, що діяла в складі військ корпусу «Африка».

## Історія
Фортечна дивізія «Крит» була створена 1 січня 1942 на острові Крит на базі частин 164-ї піхотної дивізії.

## Райони бойових дій
- Греція (Крит) (січень — липень 1942).

## Командування

### Командири
- генерал-лейтенант Йозеф Фольттманн (нім. Josef Folttmann) (1 січня — 18 липня 1942).